# Vungakoto Lilo

a Compétitions nationales et continentales officielles uniquement.

b Matchs officiels uniquement.
Dernière mise à jour le 19 juillet 2019.
Vungakoto Lilo, né le 28 février 1983 à Ha'apai (Tonga), est un joueur tongien de rugby à XV. Il joue en équipe des Tonga et évolue au poste d'ailier ou d'arrière.

## Biographie

### Carrière internationale
Il a honoré sa première cape internationale en équipe des Tonga le 2 juin 2007 contre l'équipe du Japon.
Il dispute les éditions 2007, 2011 et 2015 de la coupe du monde.

## Palmarès
- Champion de Tonga avec les Fanga'o Pilalevu
- Meilleur joueur de championnat des îles pacifiques en 2007
- 2e meilleur marqueur d'essais lors du Championnat de France de rugby à XV de 2e division 2012-2013.
- Vungakoto Lilo a inscrit trois essais en onze rencontres de Top 14, et 48 essais en 121 matches de Pro D2[1].

### En équipe nationale
- 44 sélections avec les Tonga
- 87 points (12 essais, 3 transformations, 7 pénalités)
- En coupe du monde :
  - 2007 : 4 sélections, 4 comme titulaire (États-Unis, Samoa, Afrique du Sud, Angleterre)
  - 2011 : 3 sélections, 3 comme titulaire (Nouvelle-Zélande, Japon, France)
  - 2015 : 4 sélections, 4 comme titulaire (Géorgie, Namibie, Argentine, Nouvelle-Zélande)